# 青森県立田名部高等学校
青森県立田名部高等学校（あおもりけんりつ たなぶこうとうがっこう, Aomori Prefectural Tanabu High School）は、青森県むつ市海老川町に所在する公立の高等学校。

## 概要
歴史
1917年（大正6年）創立の「田名部女子実業補習学校」を前身とする。実業学校・高等女学校を経て1948年（昭和23年）の学制改革により新制高等学校（女子校）となった。翌1949年（昭和24年）に旧制中学校を前身とする田名部高等学校（男子校、1941年（昭和16年）創立）と統合され、男女共学を開始する。1973年（昭和48年）には衛生看護科、1995年（平成7年）には英語科を設置した。2004年（平成16年）に衛生看護科を廃止し、現在は全日制課程が普通科と英語科の2学科、定時制課程が普通科の1学科である。2012年（平成24年）に創立95周年を迎えた。
設置課程・学科
全日制課程 2学科
- 普通科
- 英語科

定時制課程 1学科（夜間）
- 普通科

校訓
「自律・協和・純正」
校章
ラウエスポット（ラウエ斑点）で「r=acos2θ」のグラフを点綴している。
校歌
作詞は中島全二、作曲は石郷岡省三による。歌詞は2番まであり、校名は歌詞に登場しない。
かつて存在した分校
大畑校舎（全日制課程 普通科）
所在地 - 〒039-4401 青森県むつ市大畑町兎沢17-200（北緯41度23分19.9秒 東経141度9分7.51秒 / 北緯41.388861度 東経141.1520861度）　

## 沿革
高等女学校・新制高等学校（女子校）時代
- 1917年（大正6年）4月1日 - 「田名部町立田名部女子実業補習学校」が設立される。
- 1924年（昭和4年）6月1日 - 「田名部町立田名部実践女学校」と改称。
- 1933年（昭和8年）4月1日 - 「田名部町立田名部実科高等女学校」と改称。
- 1941年（昭和16年）4月1日 - 青森県に移管され「青森県立田名部高等女学校」に改称。
- 1943年（昭和18年）4月1日 - 高等女学校令が廃止され、中等学校令が施行される。
- 1944年（昭和19年）- 勤労動員が開始。
- 1945年（昭和20年）
  - 4月 - 学校での授業を停止する。ただし勤労動員は継続。
  - 8月 - 終戦。
  - 9月 - 授業を再開。
- 1946年（昭和21年）4月1日 - 修業年限を5年とする（ただし4年修了時点で卒業することもできた）。
- 1947年（昭和22年）4月1日 - 学制改革（六・三制の実施）が行われる。
  - 高等女学校の生徒募集を停止。
  - 新制中学校を併設し（名称:青森県立田名部高等女学校併設中学校、以下・併設中学校）、高等女学校1・2年修了者を新制中学2・3年生として収容。
  - 併設中学校は経過措置としてあくまで暫定的に設置されたため、新たに生徒募集は行われず、在校生が2・3年生のみの中学校であった。
  - 高等女学校3・4年修了者はそのまま在籍し4・5年生となった（4年修了時点で卒業することもできた）。
- 1948年（昭和23年）
  - 4月1日 - 学制改革（六・三・三制の実施）が行われ、高等女学校が廃止され、新制高等学校「青森県立田名部女子高等学校」が発足。
    - 高等女学校卒業者（5年修了者）を新制高校3年生、高等女学校4年修了者を新制高校2年生、併設中学校卒業者（3年修了者）を新制高校1年生として収容。
    - 併設中学校を併設し（名称:青森県立田名部女子高等学校併設中学校）、在校生が1946年（昭和21年）に高等女学校へ最後に入学した3年生のみとなる。

  - 6月 - 定時制普通課程（夜間）を併設し、中心校とする。大間分校（定時制）を設置。
- 1949年（昭和24年）3月31日 - 併設中学校を廃止。

旧制中学校・新制高等学校（男子校）時代
- 1941年（昭和16年）
  - 4月15日 - 「青森県田名部町立夜間中学校が設立される。
  - 12月20日 - 「青森県田名部町立中学校」（昼間部）の設置が認可される。
- 1942年（昭和17年）4月1日 - 「青森県田名部町立中学校」（昼間部）が開校。
- 1943年（昭和18年）
  - 3月21日 - 夜間中学校を青森県田名部町立中学校（昼間部）に統合し、夜間部として併設する。
  - 4月1日 - 中等学校令の施行により、昼間部の修業年限を4年とする。
- 1944年（昭和19年）- 勤労動員を開始。
- 1945年（昭和20年）
  - 4月 - 学校での授業が停止される。ただし勤労動員は継続される。
  - 4月11日 - 青森県に移管され、「青森県立田名部中学校」に改称。
  - 8月 - 終戦。
  - 9月 - 授業を再開。
- 1946年（昭和21年）4月1日 - 修業年限が5年となる（ただし4年修了時点で卒業することもできた）。
- 1947年（昭和22年）4月1日 - 学制改革（六・三制の実施）が行われる。
  - 旧制中学校の募集を停止。
  - 新制中学校を併設し（以下・併設中学校）、旧制中学校の1・2年修了者を新制中学校2・3年生として収容。
  - 併設中学校は経過措置としてあくまで暫定的に設置されたため、新たに生徒募集は行われず、在校生が2・3年生のみの中学校であった。
  - 旧制中学校3・4年修了者はそのまま在籍し、4・5年生となった（4年修了時点で卒業することもできた）。
- 1948年（昭和23年）
  - 4月1日 - 学制改革（六・三・三制の実施）により旧制中学校が廃止され、新制高等学校「青森県立田名部高等学校」（男子校）が発足。
    - 旧制中学校卒業者（5年修了者）を新制高校3年生、旧制中学校4年修了者を新制高校2年生、併設中学校卒業者（3年修了者）を新制高校1年生として収容。
    - 併設中学校を継承し（名称:青森県立田名部高等学校併設中学校）、在校生が1946年（昭和21年）に旧制中学校へ最後に入学した3年生のみとなる。

  - 6月 - 定時制普通課程（夜間）を併設し、中心校とする。大畑分校（定時制）、風間浦分校（定時制）を設置。
- 1949年（昭和24年）3月31日 - 併設中学校を廃止。

新制高等学校（男女共学）
- 1949年（昭和24年）4月1日 - 上記2校が統合され、高校三原則に基づく総合制の「青森県立田名部高等学校」（男女共学）が発足。
- 1953年（昭和28年）8月 - 東通北部分校を設置。
- 1954年（昭和29年）4月1日 - 東通南部分校を設置。
- 1962年（昭和37年）3月31日 - 東通北部分校を廃止。
- 1963年（昭和38年）3月31日 - 東通南部分校を廃止。
- 1966年（昭和41年）7月18日 - 新校舎が完成。
- 1971年（昭和46年）
  - 4月1日 - アツギむつナイロン社内教養センター（むつ市下北町19番5号）を仮校舎として定時制課程（昼間部）を設置。
  - 9月21日 - アツギむつナイロン株式会社からの無償貸与を受けて昼間定時制の新校舎が完成。
- 1973年（昭和48年）
  - 4月1日 - 全日制課程に衛生看護科を設置。
  - 7月23日 - 第一体育館が完成。
- 1974年（昭和49年）
  - 3月20日 - 女子寄宿舎が完成。
  - 3月31日 - 風間浦分校を廃止。
  - 4月1日 - 大間分校を定時制課程から全日制課程へ転換。
  - 5月25日 - 衛生看護科の校舎が完成。
- 1975年（昭和50年）4月1日 - 大間分校と大畑分校が分離し、それぞれ青森県立大間高等学校・青森県立大畑高等学校として独立。
- 1979年（昭和54年）7月15日 - グラウンドを整備。
- 1983年（昭和58年）5月6日 - 第二グラウンドを整備。
- 1986年（昭和61年）9月18日 - 創立70周年を記念して生徒会館を改築。
- 1990年（平成2年）3月31日 - 昼間定時制を廃止。
- 1992年（平成4年）3月18日 - 柔剣道場が完成。
- 1995年（平成7年）
  - 3月25日 - 特別教室棟が完成。
  - 4月1日 - 全日制課程に英語科を設置。
  - 5月12日 - アメリカ合衆国　ポートエシジェルス高校と姉妹校を締結。
- 1996年（平成8年）11月2日 - 創立80周年を記念して中庭を整備。
- 1997年（平成9年）3月31日 - 情報処理室が完成。
- 1998年（平成10年）3月27日 - 第二体育館、衛生看護科校舎、クラブ部室棟が完成。
- 2004年（平成16年）3月31日 - 衛生看護科を廃止。
- 2008年（平成20年）4月1日 - 青森県立大畑高等学校を統合し、大畑校舎とする（33年ぶりに再分校化）。
- 2015年（平成27年）3月31日 - 青森県立田名部高等学校大畑校舎を閉校する。

## 交通アクセス
- JR東日本 大湊線 「下北駅」より
  - 「佐井車庫行」で、「田名部高校前」下車。
  - 徒歩15分[1]。

## 著名な出身者
- 木村藤子 - 霊能者
- むつ利之 - 漫画家
- 古郡ひろみ - 女優・歌手
- 柳澤龍志 - プロレスラー
- 富樫弘之- 元プロ野球選手
- 高田賢一 - 俳優
- 柳家蝠丸 - 落語家
- 三遊亭青森 - 落語家
- 渋田紀子 - アトランタオリンピックにボート競技・軽量級ダブルスカルに出場。青森県出身の漕艇選手としては、五輪出場は初めてとなった[2]。
- 山本知也 - 政治家、むつ市長
- 飛内将大 - 作曲家